# Graham Bassett
Graham Bassett (* 23. Oktober 1985 in Aurora, Colorado) ist ein US-amerikanischer Squashspieler.

## Karriere
Graham Bassett spielte erstmals 2008 auf der PSA World Tour. Seine höchste Platzierung in der Weltrangliste erreichte er mit Position 173 im März 2011. Bei Panamerikanischen Spielen gewann er 2011 in Guadalajara mit der US-amerikanischen Mannschaft die Bronzemedaille.

## Erfolge
- Panamerikanische Spiele: 1 × Bronze (Mannschaft 2011)